# 圣彼得堡清真寺
59°57′19″N 30°19′26″E / 59.955247°N 30.323896°E
圣彼得堡清真寺 （俄语：Санкт-Петербу́ргская мече́ть）于1913年对外开放，是欧洲最大的清真寺（土耳其以外），其宣礼塔的高度为49米，穹顶高度为39米。坐落在圣彼得堡市中心，最多可容纳五千信徒。

## 歷史
1910年奠基，当时俄罗斯首都穆斯林教徒超过8千，设计的目的能容量大部分教徒。整体建筑于1921年竣工。建筑师尼古拉·瓦西里耶夫。
参拜的教徒按性别分开，女性在二楼参拜，男性在一楼崇拜。1940年到1956年期间，清真寺对教徒关闭。

## 圖像

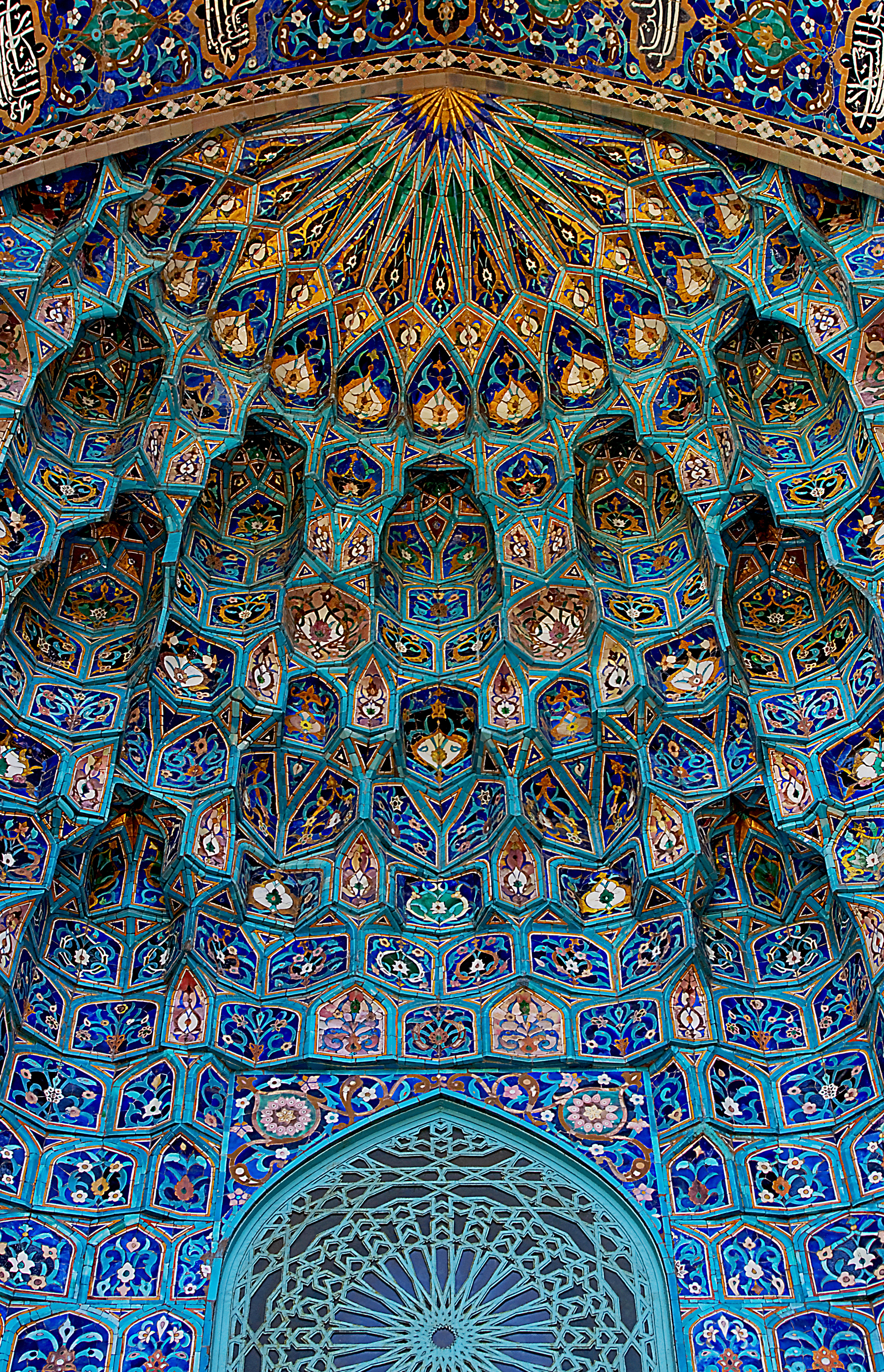
馬耶利卡門
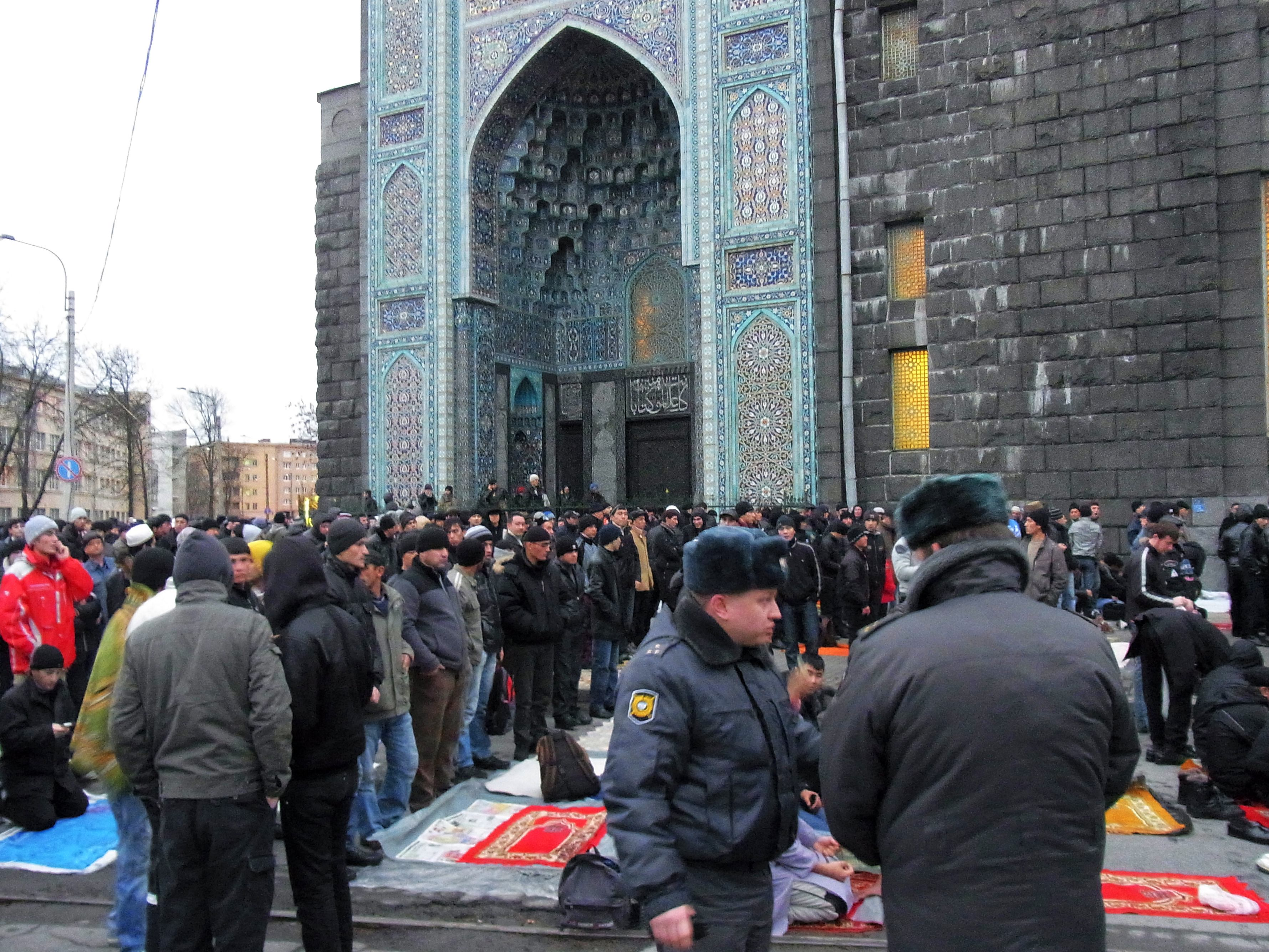
慶祝賴買丹月結束
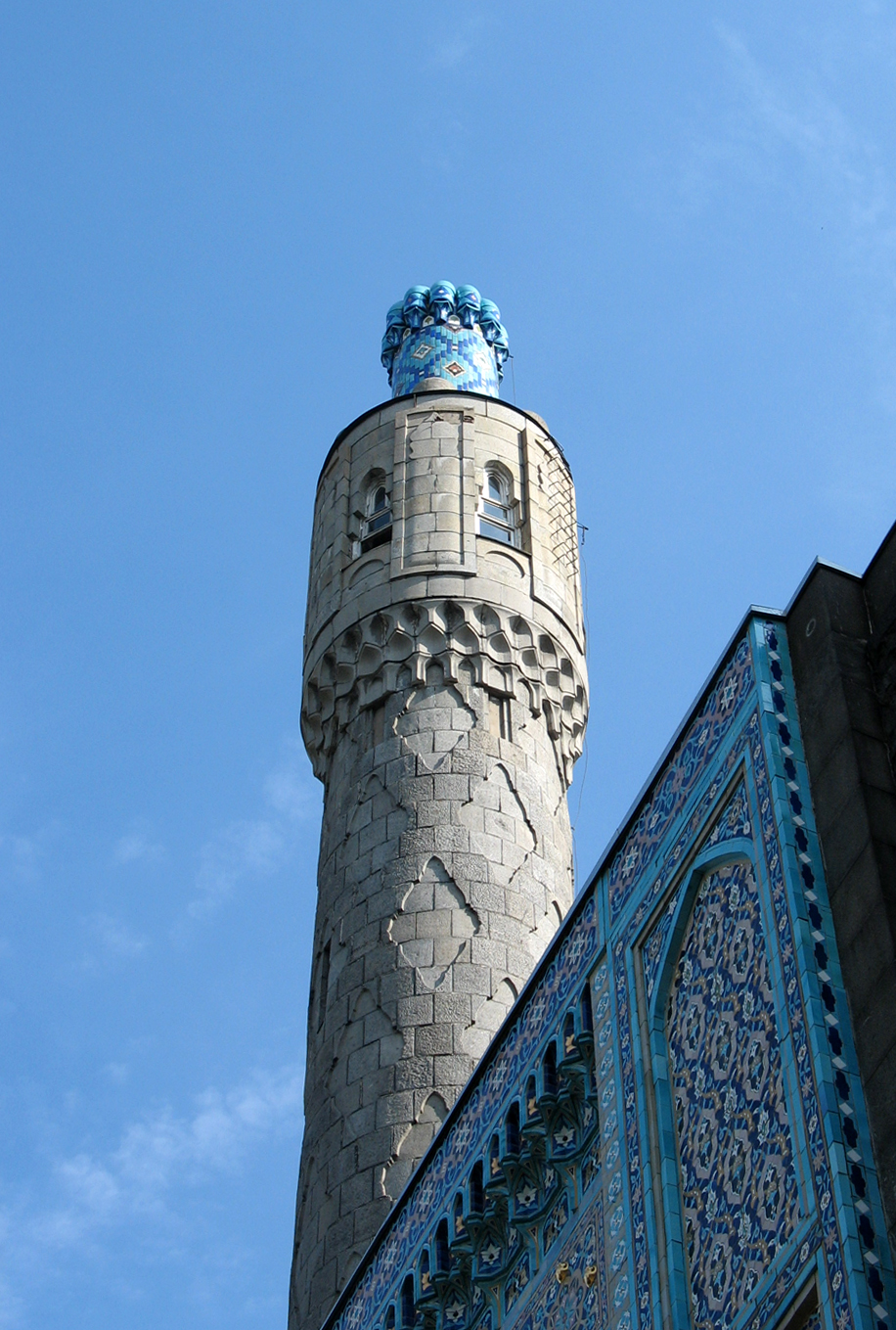
尖塔之一

## 外部連結
- Photographs and description （页面存档备份，存于）
- Minarets over the Neva （页面存档备份，存于）
- Saint Petersburg mosque on "Russian Mosques" （俄文）